# Ribes ecuadorense
Ribes ecuadorense är en ripsväxtart som beskrevs av Eduard von Glinka Janczewski. Ribes ecuadorense ingår i släktet ripsar, och familjen ripsväxter. Inga underarter finns listade i Catalogue of Life.